# Kubilay Cakici
Osman-Kubilay Cakici (12 dicembre 1992) è un lottatore tedesco, specializzato nella lotta libera.

## Biografia
Ha preso parte a tre edizioni dei campionati mondiali, ottenendo il 21º posto a Budapest 2016 nei 70 kg, il 17º a Parigi 2017 nei 74 kg, e il 28º a Oslo 2021 nei 74 kg.
Ha fatto parte della spedizione tedesca ai Giochi europei di Minsk 2019, in cui si è piazzato 11º nel torneo dei 74 kg.
Nella Coppa del mondo individuale di Belgrado 2021, evento che ha sostituito i campionati mondiali, cancellati a causa dell'emergenza sanitaria causata dalla Pandemia di COVID-19, si è calassificato 11º nella categoria 74 kg.

## Palmarès
| Anno | Manifestazione  | Sede      | Evento | Risultato | Note |
| ---- | --------------- | --------- | ------ | --------- | ---- |
| 2009 | Europei cadetti | Zrenjanin | 63 kg  | 13º       |      |
| 2015 | Europei U23     | Wałbrzych | 74 kg  | 5º        |      |
| 2016 | Mondiali        | Budapest  | 70 kg  | 21º       |      |
| 2017 | Mondiali        | Parigi    | 74 kg  | 17º       |      |
| 2019 | Giochi europei  | Minsk     | 74 kg  | 11º       |      |
| 2021 | Mondiali        | Oslo      | 74 kg  | 28º       |      |

## Altre competizioni internazionali
2020
- 11º nei 74 kg nella Coppa del mondo individuale ( Belgrado)